# 메리 비어드
메리 비어드(Mary Beard, 1955년 1월 1일~)는 고대 로마를 연구하는 영국의 학자이다. 현재 케임브리지 대학교의 고전학 교수이다.
세계 무역 센터에 대한 2001년 9월 11일 공격 직후 런던 리뷰 오브 북스에 해당 주제에 대한 기사를 기고하도록 초대된 여러 작가 중 한 명이었다. 2007년 11월 인터뷰에서 이러한 발언이 불러일으킨 적대감이 여전히 가라앉지 않았다고 밝혔지만, 테러리즘이 미국의 외교 정책과 관련되어 있다는 것이 표준적인 관점이 되었다고 믿었다. 이 시점에서 그녀는 가디언의 Paul Laity에 의해 "영국에서 가장 유명한 고전학자"로 묘사되었다.